# Mollisia culmina
Mollisia culmina är en svampart som beskrevs av Sacc. 1906. Mollisia culmina ingår i släktet Mollisia och familjen Dermateaceae.  Arten är reproducerande i Sverige. Inga underarter finns listade i Catalogue of Life.